# Tadeusz Brzoza
Tadeusz Brzoza (ur. 16 maja 1911 w Zakopanem, zm. 14 marca 1985) – polski architekt, z zamiłowania taternik.

## Życiorys
W 1939 ukończył studia na Wydziale Architektury Politechniki Lwowskiej, podczas II wojny światowej przebywał we Lwowie, a następnie w Krakowie i Zakopanem. Od czerwca 1945 zajmował stanowisko architekta okręgowego powiatów nowotarskiego, żywieckiego i myślenickiego. 
W 1947 przeprowadził się do Wrocławia i został tam samodzielnym pracownikiem naukowym Oddziału Architektury przy Wydziale Budownictwa Uniwersytetu Wrocławskiego i Politechniki Wrocławskiej. Od 1947 do 1949, będąc zastępcą profesora, kierował Katedrą Architektury i Budownictwa Wiejskiego, a następnie do 1953 Katedry Architektury I, w 1952 został profesorem kontraktowym (w 1956 otrzymał tytuł profesora). W latach 1953–1963 był kierownikiem Zakładu Projektowania Budowli Mieszkalnych oraz kierownikiem Zespołowej Katedry Projektowania Budynków Społeczno-Mieszkalnych. 
W 1963 powierzono mu funkcję kierownika Zakładu Projektowania Budowli Mieszkalnych. Pełnił ją do 1968, aby następnie przejść na podobne stanowisko w Zakładzie Projektowania Architektury Budynków Mieszkalnych w Instytucie Architektury i Urbanistyki. Od 1967 przez trzy lata był przewodniczącym Kolegium Sędziów Konkursowych SARP. W 1975 został profesorem zwyczajnym. Przez wiele lat zasiadał w Miejskiej i Wojewódzkiej Komisji Urbanistyczno-Architektonicznej przy Głównym Architekcie Miasta i Województwa Wrocławskiego. Zginął w wypadku drogowym między miejscowościami Spalice i Cieśle. Został pochowany na Nowym Cmentarzu w Zakopanem.

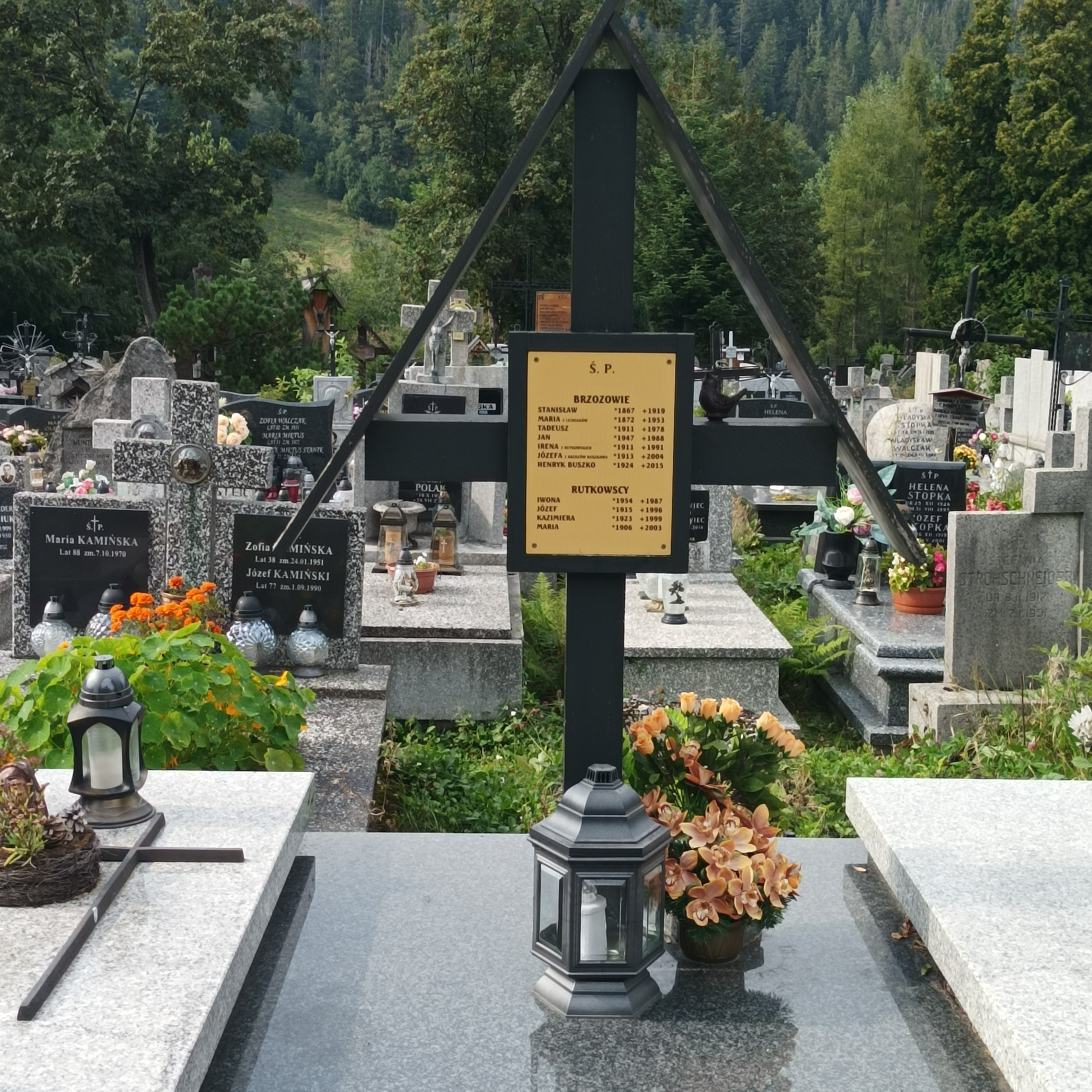
Grób Tadeusza Brzozy na Nowym Cmentarzu w Zakopanem

Z zamiłowania Brzoza był taternikiem, 20 czerwca 1929 wszedł w pierwszej ekipie zdobywającej Giewont od północnej ściany wprost na wierzchołek (razem z Tadeuszem Pawłowskim i Janem Sawickim).

## Realizacje architektoniczne
- Kalwaria Panewnicka (1936)
- kościół w Groniu-Leśnicy (1936, realizacja 1952)
- kino w Nowym Targu (1945–1947)
- kościół w Gronkowie (1947)
- szkoła podstawowa w Nowym Targu (1947)
- pawilon chemii na Wystawie Ziem Odzyskanych we Wrocławiu (1948)
- osiedle robotnicze w Wojcieszowie (1948)
- restauracja i odbudowa gmachu głównego Uniwersytetu Wrocławskiego (1948–1950)
- Dom Turysty im. Mariusza Zaruskiego w Zakopanem (razem ze Zbigniewem Kupcem (1951–1952)
- rozbudowa Politechniki Wrocławskiej, Wydział Lotniczy (obecnie gmach Wydziału Inżynierii Sanitarnej), Wydział Elektryczny, Hala Wysokich Napięć (1950–1956) – zespół budynków Politechniki Wrocławskiej D1 i D2
- kościół parafialny w Zawadzie (1957)
- kościół w Tęgoborzu (1958)
- liceum ogólnokształcące w Zakopanem (razem z E. Król-Bać i Z. Bać) (1960)
- pawilony Wydziału Elektroniki Politechniki Wrocławskiej (1961–1968)
- świetlica Bardeckich Zakładów Celulozowo-Papierniczych w Bardzie (1961)
- budynki mieszkalne w Bardzie (1963)
- budynki Instytutu Telekomunikacji i Akustyki Politechniki Wrocławskiej (1971)
- Osiedle Bartoszowice we Wrocławiu – etap (1971)
- stołówka Bystrzyckich Zakładów Wyrobów Papierniczych w Bystrzycy Kłodzkiej (1977)

## Odznaczenia
- Medal 10-lecia Polski Ludowej
- Złoty Krzyż Zasługi
- Krzyż Kawalerski Orderu Odrodzenia Polski
- Zasłużony Nauczyciel PRL
- Złota Odznaka Politechniki Wrocławskiej
- Medal XXV-lecia Politechniki Wrocławskiej
- Medal XXX-lecia Politechniki Wrocławskiej